# Полянский, Сергей Владимирович
Сергей Владимирович Полянский (29 октября 1989 года) — российский прыгун в длину.

## Карьера
Тренируется у Иванова Е.И., выступает за министерство образования (Московская область).
В 2011 году стал чемпионом России в помещениях, установив своё лучшее достижение в зале.
Бронзовый призёр чемпионата России 2012 года.
Серебряный призёр открытого чемпионата Румынии 2013 года.
Бронзовый призёр зимнего чемпионата России 2015 года. Бронзовый призёр чемпионата России 2015 года. На чемпионате мира 2015 года вышел в финал, где стал восьмым.